# مايكل هارنر
ولد مايكل جيمس هارنر في 27 أبريل 1929 وتوفي في 3 فبراير 2018، كان عالم أنثروبولوجيا، ومربيًا، ومؤلفًا. أسس مؤسسة الدراسات الشامانية وممارسة العصر الجديد «الشامانية الجوهرية». كان كتابه عام 1980، طريق الشامان: دليل للقوة والشفاء، أساسي في تطوير وتعميم «الشامانية الجوهرية» كطريق للتنمية الشخصية لأتباع العصر الجديد من الشامانية الجديدة.

## الحياة المهنية
ولد هارنر في واشنطن العاصمة عام 1929. عمل بدايةً في مجال الآثار، تضمن عمله دراسة منطقة نهر كولورادو السفلى. أجرى بحثًا ميدانيًا عن ثقافة شعب جيفرو (شير) من الأمازون الأكوادوري بصفته طالب دراسات عليا في عامي 1956 و1957، وبدأ المضي قدمًا في حياته المهنية كعالم في علم الأعراق. أصبحت أطروحته الدكتوراه، «المناجل، والبنادق، والمجتمع: تحقيق في الأثر الاجتماعي للتغيير التكنولوجي بين هنود جيفرو» (جامعة كاليفورنيا في بيركلي 1963)، الأساس لكتابه، الجيفرو: شعب الشلالات المقدسة.
جرب في عامي 1960-1961 أياواسكا (شراب) من نبات الأمازون يستخدم كدواء، والذي كتب عنه في مقالات «صوت المياه المتدفقة» عام 1968، و «دور النباتات المهلوسة في السحر الأوروبي» عام 1973.
بعد أن درس في جامعة كاليفورنيا في بيركلي وشغل منصب المدير المساعد لمتحف لوي للأنثروبولوجيا، أصبح هارنر أستاذًا زائرًا في جامعة ييل وكولومبيا في عام 1966. عمل في الميدان عام 1969 في قبيلة مجاورة ناطقة بلغة الجيفارون، وهي أشوارا، وفي العام التالي التحق بكلية الدراسات العليا في المدرسة الجديدة للبحوث الاجتماعية في مدينة نيويورك. شارك في رئاسة قسم الأنثروبولوجيا في أكاديمية نيويورك للعلوم.
ترك هارنر الأوساط الأكاديمية في عام 1987 لتكريس نفسه بدوام كامل لمشروعه الجديد، مؤسسة الدراسات الشامانية. كتب والش وغروب في كتابهما، الحكمة العليا: استكشاف كبار الشخصيات للتأثير المستمر للمخدر، «مايكل هارنر معترف به على نطاق واسع باعتباره السلطة الأولى في العالم على الشامانية وكان له تأثير هائل على العالمين الأكاديمي والعامي.... ما فعله يوغانندا للهندوسية، ودي. تي. سوزوكي من أجل زن، فعله مايكل هارنر من أجل الشامانية، أي جلب التقاليد وثرائها للوعي الغربي».
توفي في 3 فبراير عام 2018 عن عمر ناهز 88 عامًا.

## تطوير الشامانية الجوهرية
بعد السفر إلى منطقة الأمازون حيث تناول الأياواسكا المهلوسة، بدأ هارنر في تجربة إيقاعات الطبول الرتيبة. بدأ في تقديم ورش عمل تدريبية لمجموعات صغيرة في ولاية كونيتيكت في أوائل سبعينيات القرن العشرين. أسس مركز الدراسات الشامانية عام 1979 في نوروولك، كونيتيكت. نشر هارنر طريق الشامان: دليل للقوة والشفاء في عام 1980. بدأ الطلاب في الولايات المتحدة وأوروبا في أخذ صفوفهم فيما يطلق عليه الآن «الشامانية الجوهرية» (باعتبار أنها تختلف عن الممارسات التقليدية أو الشامانية الإيفنكية أو غيرها من الممارسات الأصلية والتاريخية التي يشار إليها باسم «الشامانية» في النصوص الأنثروبولوجية).
ميز عالم الأنثروبولوجيا جوان تاونسيند الشامانية الجوهرية لهارنر عن الشامانية الجديدة. ومع ذلك، يعتبر معظم المؤلفين في هذا المجال، وخاصة نقاد هارنر، أن الشامانية الجوهرية لهارنر هي التأثير الرئيسي للحركة الشامانية الجديدة وأساسها.
لاحقًا دمج هارنر مركزه للدراسات الشامانية في المؤسسة غير الربحية للدراسات الشامانية. تلقت المؤسسة دعمًا ماليًا في المقام الأول من دورات وورش عمل الشامانية الجوهرية التي درسها، واستكمِلت بتبرعات خاصة. منذ أوائل الثمانينيات من القرن العشرين فصاعدًا، دعا عددًا من طلابه إلى الانضمام إلى الكلية الدولية للوصول إلى سوق أوسع. استقال هارنر من منصب الأستاذ لتكريس نفسه بدوام كامل لعمل المؤسسة عام 1987. انقطع عن النشر بصورة عامة، باستثناء مقالات بين حين وآخر في مجلة «الشامانية».

## وصلات خارجية
- مايكل هارنر على موقع IMDb (الإنجليزية)
- مايكل هارنر على موقع ميوزك برينز (الإنجليزية)
- مايكل هارنر على موقع أول ميوزيك (الإنجليزية)
- مايكل هارنر على موقع ديسكوغز (الإنجليزية)
- مايكل هارنر على موقع قاعدة بيانات الفيلم (الإنجليزية)
- Michael Harner's Foundation for Shamanic Studies